# Grigorij Kanovič
Kanovič (Kanovičius), Grigorij (vl. Jakov Semjonovič) (18. června 1929 Kaunas, Litva – 20. ledna 2023 Tel Aviv, Izrael) byl rusky píšící spisovatel, scenárista a dramatik.

## Život
Kanovič své dětství prožil v rodině židovského řemeslníka v litevském městečku Jonava. Jeho mateřským jazykem byl jidiš, psal rusky i litevsky.
Za druhé světové války byl s rodiči evakuován do Ruska a Kazachstánu. Roku 1945 se vrátil do Litvy a žil ve Vilniusu. Absolvoval filologii na vilniuské univerzitě. Začal psát prózu, ve které sledoval život židovské komunity v předválečné Litvě. Byl též autorem několika filmových scénářů a divadelních her.
Kanovič se stal laureátem Národní ceny Litvy v oblasti kultury a umění. Jeho knihy byly několikrát nominovány na Bookerovu cenu. V politice se angažoval za nezávislost Litvy a bojoval proti antisemitismu. Od roku 1993 žil a tvořil v Izraeli, kde i zemřel. Na konci života aktivně vystupoval proti ruskému útoku na Ukrajinu.
Poslední autorova kniha, která vyšla česky v roce 2023, má název Romance z druhého břehu. Jsou to autorovy vzpomínky na prarodiče, rodiče a příbuzné a na dětství v městečku Jonavě, po boku ne vždy přátelsky naladěných litevských a polských sousedů, v uzavřené židovské komunitě s vírou, rituály, ale i svérázným humorem, do jejíhož života tragicky zasáhne okupace Litvy ruskou armádou a záhy i německou.
Kanovič přeložil do ruštiny mnoho děl litevské literatury, například knihu Les bohů od Balyse Sruogy (Odeon, 1980).

## Dílo
- Až uvidím hvězdy (Svět sovětů, 1963)
- Slzy a modlitby bláznů (Lidové nakladatelství, 1987)
- Kůzle za dva Groše (Romeo, 2001)
- Nevejdou otroci do ráje (Alternativa, 1992)
- Hra s ohněm (Dilia, 1980)
- Romance z druhého břehu (Pavel Mervart, 2023)